# Prêmio Femina
O Prêmio Femina ou Prémio Femina é um prêmio literário ou prémio literário francês, atribuído anualmente a uma obra de ficção. O júri, exclusivamente feminino, é formado por colaboradoras da revista Femina.

## Histórico
O Femina foi criado em protesto contra o júri da Académie Goncourt, responsável pelo Prêmio Goncourt ou Prémio Goncourt, e que era formado exclusivamente por homens. A vitória em 1903 do desconhecido John Antoine Nau, em detrimento da poeta Anna de Noailles, considerada favorita, motivou críticas de que mulheres seriam subestimadas pela Academia.
Caroline de Broutelles, então editora da revista La Vie heureuse, reuniu um grupo de escritoras e intelectuais, que em 1904 outorgou o primeiro prêmio, na época também chamado de La Vie Heureuse. A vencedora foi Myriam Harry, por seu romance La Conquête de Jérusalem.
Na década de 1920, o prêmio adotou o nome da revista Femina.

Contempla romance estrangeiro desde 1985, tendo sido ganho, por exemplo, em 1990, por Vergílio Ferreira com o romance Manhã Submersa.

## Vencedores
| Ano  | Título                                                                                 | Autor                     |
| ---- | -------------------------------------------------------------------------------------- | ------------------------- |
| 1904 | La Conquête de Jérusalem                                                               | Myriam Harry              |
| 1905 | Jean-Christophe                                                                        | Romain Rolland            |
| 1906 | Gemmes et moires                                                                       | André Corthis             |
| 1907 | Princesses de science                                                                  | Colette Yver              |
| 1908 | La Vie secrète                                                                         | Édouard Estaunié          |
| 1909 | Le reste est silence                                                                   | Edmond Jaloux             |
| 1910 | Marie-Claire                                                                           | Marguerite Audoux         |
| 1911 | Le Roman du malade                                                                     | Louis de Robert           |
| 1912 | Feuilles mortes                                                                        | Jacques Morel             |
| 1913 | La Statue voilée                                                                       | Camille Marbo             |
| 1914 | não atribuído                                                                          |                           |
| 1915 | não atribuído                                                                          |                           |
| 1916 | não atribuído                                                                          |                           |
| 1917 | L'Odyssée d'un transport torpillé                                                      | René Milan                |
| 1918 | Le Serviteur                                                                           | Henri Bachelin            |
| 1919 | Les Croix de bois                                                                      | Roland Dorgelès           |
| 1920 | Le Jardin des Dieux                                                                    | Edmond Gojon              |
| 1921 | Cantegril                                                                              | Raymond Escholier         |
| 1922 | Silbermann                                                                             | Jacques de Lacretelle     |
| 1923 | Les Allongés                                                                           | Jeanne Galzy              |
| 1924 | Le Bestiaire sentimental                                                               | Charles Derennes          |
| 1925 | Jeanne d'Arc                                                                           | Joseph Delteil            |
| 1926 | Prodige du coeur                                                                       | Charles Silvestre         |
| 1927 | Grand-Louis l'innocent                                                                 | Marie Le Franc            |
| 1928 | Georgette Garou                                                                        | Dominique Dunois          |
| 1929 | La Joie                                                                                | Georges Bernanos          |
| 1930 | Cécile de la Folie                                                                     | Marc Chadourne            |
| 1931 | Vol de nuit                                                                            | Antoine de Saint-Exupéry  |
| 1932 | Le Pari                                                                                | Ramon Fernandez           |
| 1933 | Claude                                                                                 | Geneviève Fauconnier      |
| 1934 | Le Bateau-refuge                                                                       | Robert Francis            |
| 1935 | Bénédiction                                                                            | Claude Silve              |
| 1936 | Sangs                                                                                  | Louise Hervieu            |
| 1937 | Campagne                                                                               | Raymonde Vincent          |
| 1938 | Caroline ou le Départ pour les îles                                                    | Félix de Chazournes       |
| 1939 | La Rose de la mer                                                                      | Paul Vialar               |
| 1940 | não atribuído                                                                          |                           |
| 1941 | não atribuído                                                                          |                           |
| 1942 | não atribuído                                                                          |                           |
| 1943 | não atribuído                                                                          |                           |
| 1944 | Éditions de minuit (Nota:prêmio ou prémio especial pelas publicações durante a guerra) |                           |
| 1945 | Le chemin du soleil                                                                    | Anne-Marie Monnet         |
| 1946 | Le temps de la longue patience                                                         | Michel Robida             |
| 1947 | Bonheur d'occasion                                                                     | Gabrielle Roy             |
| 1948 | Les hauteurs de la ville                                                               | Emmanuel Roblès           |
| 1949 | La dame de coeur                                                                       | Maria Le Hardouin         |
| 1950 | La femme sans passé                                                                    | Serge Groussard           |
| 1951 | Jabadao                                                                                | Anne de Tourville         |
| 1952 | Le Souffle                                                                             | Dominique Rolin           |
| 1953 | La Pierre angulaire                                                                    | Zoé Oldenbourg            |
| 1954 | La Machine humaine                                                                     | Gabriel Véraldi           |
| 1955 | Le pays où l'on arrive jamais                                                          | André Dhôtel              |
| 1956 | Les Adieux                                                                             | François-Régis Bastide    |
| 1957 | Le carrefour des solitudes                                                             | Christian Megret          |
| 1958 | L'empire céleste                                                                       | Françoise Mallet-Joris    |
| 1959 | Au pied du mur                                                                         | Bernard Privat            |
| 1960 | La Porte retombée                                                                      | Louise Bellock            |
| 1961 | Le Promontoire                                                                         | Henri Thomas              |
| 1962 | Le Sud                                                                                 | Yves Berger               |
| 1963 | La Nuit de Mougins                                                                     | Roger Vrigny              |
| 1964 | Le Faussaire                                                                           | Jean Blanzat              |
| 1965 | Quelqu'un                                                                              | Robert Pinget             |
| 1966 | Nature morte devant la fenêtre                                                         | Irène Monesi              |
| 1967 | Élise ou la Vraie Vie                                                                  | Claire Etcherelli         |
| 1968 | L'Oeuvre au noir                                                                       | Marguerite Yourcenar      |
| 1969 | La Deuxième Mort de Ramón Mercader                                                     | Jorge Semprún             |
| 1970 | La Crève                                                                               | François Nourissier       |
| 1971 | La Maison des Atlandes                                                                 | Angelo Rinaldi            |
| 1972 | Ciné-roman                                                                             | Roger Grenier             |
| 1973 | Juan Maldonne                                                                          | Michel Dard               |
| 1974 | L'Imprécateur                                                                          | René-Victor Pilhes        |
| 1975 | Le Maître d'heure                                                                      | Claude Faraggi            |
| 1976 | Le Trajet                                                                              | Marie-Louise Haumont      |
| 1977 | La neige brûle                                                                         | Régis Debray              |
| 1978 | Un amour de père                                                                       | François Sonkin           |
| 1979 | Le Guetteur d'ombre                                                                    | Pierre Moinot             |
| 1980 | Joue-nous España                                                                       | Jocelyne François         |
| 1982 | Les Fous de Bassan                                                                     | Anne Hébert               |
| 1981 | Le Grand Vizir de la nuit                                                              | Catherine Hermary-Vieille |
| 1983 | Riche et légère                                                                        | Florence Delay            |
| 1984 | Tous les soleils                                                                       | Bertrand Visage           |
| 1985 | Sans la miséricorde du Christ                                                          | Hector Bianciotti         |
| 1986 | L'Enfer                                                                                | René Belletto             |
| 1987 | L'Égal à Dieu                                                                          | Alain Absire              |
| 1988 | Le Zèbre                                                                               | Alexandre Jardin          |
| 1989 | Jours de colère                                                                        | Sylvie Germain            |
| 1990 | Nous sommes éternels                                                                   | Pierrette Fleutiaux       |
| 1991 | Déborah et les anges dissipés                                                          | Paula Jacques             |
| 1992 | Aden                                                                                   | Anne-Marie Garat          |
| 1993 | L'Oeil du silence                                                                      | Marc Lambron              |
| 1994 | Port-Soudan                                                                            | Olivier Rolin             |
| 1995 | La Classe de neige                                                                     | Emmanuel Carrère          |
| 1996 | Week-end de chasse à la mère                                                           | Genevière Brisac          |
| 1997 | Amour noir                                                                             | Dominique Noguez          |
| 1998 | Le Dit de Tianyi                                                                       | François Cheng            |
| 1999 | Anchise                                                                                | Maryline Desbiolles       |
| 2000 | Dans ces bras-là                                                                       | Camille Laurens           |
| 2001 | Rosie Carpe                                                                            | Marie NDiaye              |
| 2002 | Les adieux à la reine                                                                  | Chantal Thomas            |
| 2003 | Le complexe de Di                                                                      | Dai Sijie                 |
| 2004 | Une vie française                                                                      | Jean-Paul Dubois          |
| 2005 | Asile de fous                                                                          | Régis Jauffret            |
| 2006 | Lignes de faille                                                                       | Nancy Huston              |
| 2007 | Baisers de cinéma                                                                      | Eric Fottorino            |
| 2008 | Où on va, papa?                                                                        | Jean-Louis Fournier       |
| 2009 | Personne                                                                               | Gwenaëlle Aubry           |
| 2010 | La vie est brève et le désir sans fin                                                  | Patrick Lapeyre           |
| 2011 | Jayne Mansfield 1967                                                                   | Simon Liberati            |
| 2012 | Peste & Choléra                                                                        | Patrick Deville           |
| 2013 | La Saison de l'ombre                                                                   | Léonora Miano             |
| 2014 | Bain de lune                                                                           | Yanick Lahens             |
| 2015 | La Cache                                                                               | Christophe Boltanski      |
| 2016 | Le Garçon                                                                              | Marcus Malte              |
| 2017 | La Serpe                                                                               | Philippe Jaenada          |
| 2018 | Le Lambeau                                                                             | Philippe Lançon           |
| 2019 | Par les routes                                                                         | Sylvain Prudhomme         |
| 2020 | Nature humaine                                                                         | Serge Joncour             |
| 2021 | S'adapter                                                                              | Clara Dupont-Monod        |
| 2022 | Un chien à ma table                                                                    | Claudie Hunzinger         |
| 2023 | Triste tigre                                                                           | Neige Sinno               |
| 2024 | Le Rêve du Jaguar                                                                      | Miguel Bonnefoy           |